# Arbeitskreis
Mit Arbeitskreis (AK) wird meist eine eher formlose Vereinigung von Personen mit einem bestimmten gemeinsamen Ziel bezeichnet. Einen (für alle Beteiligten oder möglichst viele) akzeptablen Weg zu diesem Ziel auszuarbeiten, ist Aufgabe des Arbeitskreises.
Die Mitarbeiter eines Arbeitskreises verbleiben in ihren bisherigen Arbeitsstellen und bleiben damit auch ihren Vorgesetzten weiterhin unterstellt. In einem Arbeitskreis gibt es typischerweise keinen Vorgesetzten mit Weisungsbefugnis, sondern nur einen Koordinator.
Arbeitskreise werden meist gegründet, wenn komplexe Entscheidungen gefällt oder komplexe Systeme modifiziert werden sollen, die eben wegen ihrer Komplexität eines eingehenden Prozesses der Analyse, Ideenfindung und -Bewertung unterliegen sollten.
Idealerweise setzen sich Arbeitskreise aus Experten für das jeweilige Sachgebiet zusammen (die von den beteiligten Organisationen geschickt werden, wenn sie sich nicht selbst vertreten). Durch die Kommunikation zwischen den Mitgliedern und die Bearbeitung des speziellen Themas kann im Arbeitskreis auch Expertenwissen erzeugt und zusammengetragen werden. Dauerhafte Arbeitskreise können zu Kompetenzzentren evolvieren.
Viele Arbeitskreise lösen sich auf, weil sie nicht länger eine Geschäftsgrundlage haben (das Ziel ist erreicht, als nicht erreichbar erkannt oder für die meisten Beteiligten unwichtig geworden). Einige Arbeitskreise bestehen dauerhaft, um ein bestimmtes Thema zu bearbeiten. Mit der Dauerhaftigkeit geht oft eine Formalisierung einher, etwa die Gründung eines Vereins.
Vorteil des Arbeitskreises ist die Flexibilität z. B. in Bezug auf die Anzahl der Mitwirkenden. Nachteil ist, dass der Vorsitzende keine Weisungsbefugnis hat und damit auf die Kooperationsbereitschaft sowohl der anderen Mitglieder des Arbeitskreises als auch deren Mitgliedern angewiesen ist. Der lockere Zusammenschluss verhindert auch ausgeprägtes Teamverhalten.
Der Arbeitskreis als Projektorganisation eignet sich vor allem für Projekte geringer Komplexität, mit geringem Koordinationsbedarf und mit routinehaften Aufgaben.
Ironisiert werden Arbeitskreise im Volksmund als institutionalisierte Ratlosigkeit angesehen: „Wenn man nicht mehr weiter weiß, gründet man ’nen Arbeitskreis.“